# ماریو فروستالوپی
ماریو فروستالوپی (انگلیسی: Mario Frustalupi; ۱۶ سپتامبر ۱۹۴۲ – ۱۴ آوریل ۱۹۹۰) بازیکن فوتبال اهل ایتالیا بود.
از باشگاه‌هایی که در آن بازی کرده‌است می‌توان به باشگاه فوتبال اینتر میلان، باشگاه ورزشی لاتزیو، باشگاه فوتبال پیستویزه، باشگاه فوتبال سمپدوریا، باشگاه فوتبال چزنا، و باشگاه فوتبال امپولی اشاره کرد.